# 밥 호크
로버트 제임스 리 '밥' 호크(Robert James Lee 'Bob' Hawke, 1929년 12월 9일 ~ 2019년 5월 16일)는 제23대 오스트레일리아 총리이자 오스트레일리아 노동당의 당의장(1983~1991)이다.

## 성장 과정
빅토리아주와 인접한 사우스오스트레일리아주의 접경마을 보더타운(Bordertown)에서 태어났으며, 서호주의 퍼스에서 자랐다. 웨스턴오스트레일리아 대학교에서 법학사, 경제학사를 취득했다. '로즈 장학생'으로 옥스퍼드 대학교에서 인문학을 수학하였으며, 그 출발 직전(1947년)에 오스트레일리아 노동당원이 되었다.
1954년 17세기때 문을 연 옥스포드의 유서깊은 터프 테번 펍에서 호크는 11초만에 야드 오브 에일, 즉 1.4L의 맥주를 마셔 기네스 세계 기록을 세웠다. 그의 기록은 펍에 명판으로 남아있다.
1956년에는 호주국립대학교에서 법학 박사과정에 진학해 중재법을 공부하다 이듬해 중앙 직종별 노동조합 연맹체 격인 ACTU의 노동조합 전임자로 스카우트되며 박사과정을 그만두었다. 재학 당시 대학 이사회의 학생대표로 활동하기도 하였다.

## 노조 및 정치 활동
1969년부터 10년 동안 자국내에서 가장 큰 '오스트레일리아 직종별 노동조합'(ACTU)의장을 지냈으며, 이 과정에서 독일을 모델로 하여, 일부 전통적 좌파 조합원들의 반발을 무릅쓰고 조합과 강령의 현대화를 주도했다. 재임기간 동안 베트남 전쟁에는 부정적인 평가를 내렸으나 기타 사안에서는 미국과의 협력을 강조하였다. 1980년 국회의원 총선거에서 빅토리아주 멜버른 시 지역의 Wills 지역구 의원으로 당선, 본격적으로 정치에 입문하였다. 특유의 지도력으로 그해에 범야권의 지도자(Leader of the Opposition)가 되었다.

레이건 대통령과 함께 (1985)

## 총리 재임 업적
1983년 3월, 제2차 세계대전 이후 오랜 기간 동안 지속되온 보수정권을 끝내고 취임하였다. '오일 쇼크', 초고금리(1982년 존 하워드 재무장관 재임당시 사상 최고의 22%)와 더불어 개혁의 지체로 침체되어 있던 오스트레일리아에 그의 행정부 출범과 함께 새로운 개혁정책들이 등장했다. 노동당의 전통적 정책기조와 아울러 주변의 예상을 깨고, 재무장관(이자 그의 총리직 후임자) 폴 키팅의 주도로 대규모 부실은행들을 민간에 팔았고, 전격적 세제 개편을 이끌어내는 등 경제정책에서 신자유주의적인 요소들을 흡수한, 강력한 개혁정책을 폈다. 미국과 영국보다 앞섰으며, 이는 이웃 뉴질랜드의 데이비드 롱이 노동당 행정부에도 큰 영향을 미쳤다.
반면, 경제개혁으로 얻어낸 이득을 곧바로 사회복지에 환원, 전임 보수정권이 추진하지 못한 '메디케어'(Medicare, 건강보험 개편)를 도입했으며, 에이즈예방을 비롯한 각종 보건복지정책과 더불어 어보리진(오스트레일리아 원주민)과의 화해 및 협력을 추진하는 등 많은 사회적 성과를 이끌어냈다. 환경 보호에도 적극적이어서, 당시에 유행했던 무분별한 댐과 (수력)발전소건설들을 저지시켰다. 국제적으로는 남태평양에서 자행한 프랑스의 핵실험에 반대하던 이웃 뉴질랜드를 도왔으나, 국내의 많은 반발에도 불구, 자국내 미군 주둔부대의 철수 요구를 무시하고 '협력 강화'를 명분으로 잔류하도록 조치했다.

## 퇴임 후

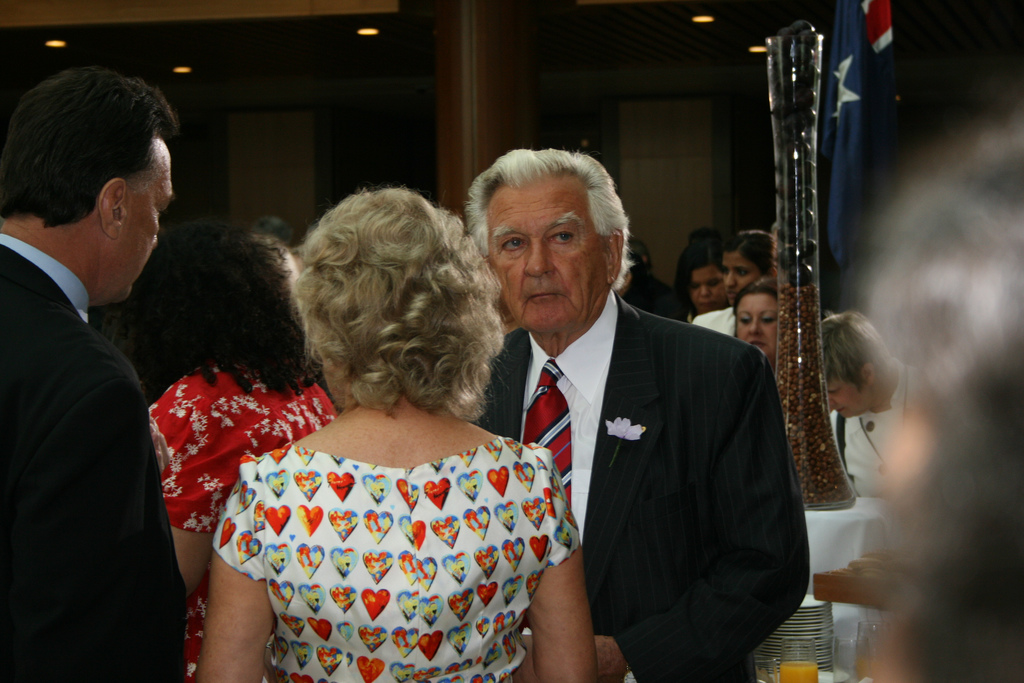
2008년 2월 13일, 연방정부 최초의 토착민 박해 사과문 발표날, 연방의회 의사당에서 호크

그러나 1990년대 초반에 시작된 경제 불황의 고비 앞에서 당의 지도력이 흔들렸고, 1990년 총선을 간발의 차이로 승리한 이후에는 총리직을 폴 키팅에게 넘기고 1991년 말에 사퇴하였다.
2004년 2월 27일에 그는 대한민국 참여정부 1주년 기념 학술대회에서 주제발표를 했으며, 당시 탄핵 직전의 노무현 대통령과 장시간 동안 회담하였다. 주간지 한겨레21기사에 따르면, 노무현 대통령은 밥 호크 당의장의 재임시절 업적에 관해 상당한 관심을 나타냈다. 열린우리당의 이후 행보에도 일정부분 영향을 미쳤다.

## 역대 선거 결과
| 선거명      | 직책명                 | 대수 | 정당                  | 1차 득표율 | 1차 득표수 | 2차 득표율 | 2차 득표수 | 결과 | 당락               |
| ----------- | ---------------------- | ---- | --------------------- | ---------- | ---------- | ---------- | ---------- | ---- | ------------------ |
| 1980년 선거 | 하원의원 (윌스 선거구) | 32대 | 오스트레일리아 노동당 | 65.1%      | 42,815표   |            |            | 1위  | 윌스 하원의원 당선 |
| 1983년 선거 | 하원의원 (윌스 선거구) | 33대 | 오스트레일리아 노동당 | 67.6%      | 45,571표   |            |            | 1위  | 윌스 하원의원 당선 |
| 1984년 선거 | 하원의원 (윌스 선거구) | 34대 | 오스트레일리아 노동당 | 66.5%      | 38,846표   |            |            | 1위  | 윌스 하원의원 당선 |
| 1987년 선거 | 하원의원 (윌스 선거구) | 35대 | 오스트레일리아 노동당 | 61.8%      | 35,849표   |            |            | 1위  | 윌스 하원의원 당선 |
| 1990년 선거 | 하원의원 (윌스 선거구) | 36대 | 오스트레일리아 노동당 | 48.7%      | 32,596표   | 57.9%      | 38,708표   | 1위  | 윌스 하원의원 당선 |